# 黄洞乡 (淇县)
黄洞乡，是中华人民共和国河南省鹤壁市淇县下辖的一个乡镇级行政单位。

## 行政区划
黄洞乡下辖以下地区：
黄洞村、闫岭沟村、柳林村、鲍庄村、小柏峪村、温洞村、全寨村、鱼泉村、东掌村、西掌村、对寺窑村、纣王殿村、石老公村和温坡村。

## 中国传统村落
2013年8月，纣王店村被评为第二批中国传统村落。